# ۵۴ (میلادی)
۵۴ (میلادی) پنجاه و چهارمین سال تقویم میلادی است.

## رویدادها
بر اساس مکان
امپراتوری روم
- ۱۳ اکتبر - امپراتور کلودیوس درگذشت (احتمالاً پس از مسموم شدن توسط آگریپینا، همسر و خواهرزاده‌اش) و نرون جانشین او شد.[۱]
- نرون تلاش می‌کند بازی‌های گلادیاتوری را ممنوع کند.
- در زمان نرون، روم عدن را ضمیمه خود کرد تا از مسیر دریایی بین اسکندریه و آسیا محافظت کند.
- دو نفر از سربازان صد ساله به جنوب مصر فرستاده می‌شوند تا سرچشمه نیل و احتمالاً استان‌های جدید را پیدا کنند. آنها گزارش می‌دهند که اگرچه شهرهای زیادی در صحرا وجود دارد، اما این منطقه آنقدر فقیر به نظر می‌رسد که ارزش فتح ندارد.
- گنائوس دومیتیوس کوربولو به شرق می‌رسد و به عنوان فرماندار آسیا مأموریت می‌یابد، با دستور محرمانه‌ای از نرون و وزرای ارشدش، سنکا و بوروس، برای بازگرداندن ارمنستان به امپراتوری روم.[۲]
- کوربولو از پایگاه لژیونر دهم فرتنسیس در سوریه، در سیروس، بازرسی می‌کند؛ لژیونرهای رومی به دلیل «صلح طولانی» روحیه خود را از دست داده‌اند. بسیاری از سربازان کلاهخود و سپر خود را می‌فروشند.[۳]
- کوربولو واحدهای کمکی سوری را در منطقه استخدام می‌کند و آنها را در قلعه‌های مرزی مستقر می‌کند، و از نرون دستور دارد که اشکانیان را تحریک نکند.
- خشونت در قیصریه به دلیل یک فرمان محلی که حقوق مدنی یهودیان را محدود می‌کرد، فوران کرد و باعث درگیری بین یهودیان و بت‌پرستان شد. پادگان رومی، متشکل از سوری‌ها، طرف بت‌پرستان را گرفت. یهودیان، مسلح به چماق و شمشیر، در بازار جمع شدند. آنتونیوس فلیکس، فرماندار یهودیه، به نیروهای خود دستور حمله داد. خشونت ادامه یافت و فلیکس از نرون خواست تا داوری کند. نرون طرف بت‌پرستان را گرفت و یهودیان را به شهروندان درجه دو تنزل داد. این تصمیم چیزی جز افزایش خشم یهودیان به بار نیاورد.[۴]
- در بریتانیا، ونوتیوس شورشی را علیه همسر سابقش کارتیمندوا، ملکه بریگانتس و متحد روم، رهبری می‌کند. فرماندار آئولوس دیدیوس گالوس کمک نظامی خود را ارسال می‌کند و پس از نبردهای نافرجام، لژیونی به فرماندهی کائسیوس ناسیکا شورشیان را شکست می‌دهد (تاریخ تقریبی - زمانی بین ۵۲ تا ۵۷).[۵]
- زمستان - دومیتیوس کوربولو لژیون‌های خود (لژیون ششم فراتا و لژیون دهم) را به کوه‌های کاپادوکیه لشکرکشی و اردو می‌زند. او به مردان آموزش‌های سختی می‌دهد، راهپیمایی‌های بیست و پنج مایلی و تمرین‌های سلاح.[۶]

یهودیه
- یهودیه بین سال‌های ۴۸ تا ۵۴ میلادی به تدریج به پسر هیرود آگریپا، مارکوس جولیوس آگریپا، بازگردانده شد.

بر اساس موضوع
دین
- پاتریارک اونیسیموس جانشین استاخیس رسول به عنوان پاتریارک قسطنطنیه شد.
- پولس طرسوسی سومین مأموریت خود را آغاز می‌کند.
- آپولوس، یکی از دستیاران بعدی پولس، در افسس به مسیحیت گروید.

## درگذشتگان
- ۱۳ اکتبر - کلودیوس امپراتور روم

- بان بیائو، مورخ و مقام رسمی چینی (متولد ۳ میلادی)[۷]

- دومیتیا لپیدا جوان، بیوه مارکوس والریوس مسالا بارباتوس، مادر والریا مسالینا و مادرزن سابق کلودیوس (متولد ۱۰ پیش از میلاد)

- گایوس استرتینیوس گزنفون، پزشک یونانی، احتمالاً کلودیوس را مسموم کرد

- مارکوس جونیوس سیلانوس، کنسول روم (متولد ۱۴ میلادی)

- استاخیس رسول، اسقف و قدیس بیزانسی